# Нортон (Канзас)
Нортон (енгл. Norton) град је у америчкој савезној држави Канзас.

## Демографија
По попису из 2010. године број становника је 2.928, што је 84 (-2,8%) становника мање него 2000. године.
| Група             | 2000.         | 2010.         |
| Белци             | 2.909 (96,6%) | 2.758 (94,2%) |
| Афроамериканци    | 1 (0,0%)      | 7 (0,2%)      |
| Азијати           | 10 (0,3%)     | 11 (0,4%)     |
| Хиспаноамериканци | 61 (2,0%)     | 98 (3,3%)     |
| Укупно            | 3.012         | 2.928         |